# 天野なつ
天野 なつ（あまの なつ、1993年8月12日 - ）は、日本の歌手、シンガーソングライター、女優、元アイドル。福岡県福岡市出身。Uniiiqueエンターテインメント所属。
女性アイドルグループ「LinQ」の1期生および2代目リーダーであり、2018年6月にグループを卒業。現在は歌手、舞台女優、ラジオパーソナリティとして東京を拠点に活動中。所属事務所が展開しているIQプロジェクトの一員である。

## 略歴

### LinQ加入～卒業
子どもの頃から歌とダンスが好きで、高校ではダンス部に所属。AKB48の握手会などに参加するうちに、自分もたくさんの人を喜ばせられるようになりたいと思うようになる。LinQ発足メンバーである上原あさみと姉が仲が良かったこともあり、2011年に九州・福岡県を拠点とするアイドルグループ「LinQ」のオーディションに応募。見事合格し1期生としてデビュー。2013年からは2代目リーダーを務めた。2017年、ダンスレッスン中に前十字靱帯を損傷し、一時活動休止。リハビリ中にグループ卒業を決意し、2018年6月9日の卒業公演をもってLinQを卒業した。

### LinQ卒業後
LinQ卒業後、元インスタントシトロンの松尾宗能プロデュースのもと、歌手としてソロ活動を開始。
劇団トキヲイキルのメンバーとして舞台女優の活動も行っている。
2019年からは活動拠点を福岡から東京に移した（ただし、故郷の福岡でライブをすることも多い）。
近年は劇団トキヲイキルでの繋がりから柏原収史が楽曲を手掛けており、また自身でも作詞・作曲に取り組んでいる。
2022年10月より柏原収史と共にFMフジ「MUSiC HUNGRY」のパーソナリティとしても活動中。

## 人物
- 愛称は「なっちゃん」[10]。
- 食べることが大好き。特にウニ、カレー、チーズが好きで、自身の曲に『カレーライス』というカレーをテーマにした曲がある[11]。カレーハウスCoCo壱番屋でのお気に入りトッピングは、納豆＋チーズ＋ほうれん草＋チキンにこみ[12]。

## 備考
- ソロでの歌手活動を行っているが、ライブにはダンサー2名と共に出演することが多い。ダンサー：井上真里奈（劇団トキヲイキル。振付師兼任）、月野杏咲（IQプロジェクト研究生）、他[13]
- LinQ時代はグループの中心メンバーであり[14]、かわいいがコンセプトのグループ内ユニット「LinQ Qty」および大人っぽさがコンセプトの「LinQ Lady」を兼任していた。またテレビ朝日のWeb番組「LinQ・LinK」の企画で結成されたグループ内ユニット「interim」にも所属していた[15][16]。

## 作品
LinQ時代ソロ曲
- 『SUMMER DAYS』（2015年11月25日、ワーナーミュージック・ジャパン、『FRONTIER～LinQ 第三楽章～＜九州盤＞ 』に収録。品番WPCL-12269）LinQ代表としてのコラボレーション参加曲
- FREAK『Fukuoka Stand Up feat. Natural Radio Station & LinQ』（2016年12月24日、エイベックス・エンタテインメント）

### ディスコグラフィ

#### シングル/EP
CD
1. Open My Eyes (EP)（2018年9月29日、PARKS Records、LINQ Records、品番LINQ11-012）
2. 気まぐれなCall（2019年3月23日、PARKS Records、IQP Records、品番IQP-301）
3. 願い（2020年10月14日、PARKS records、IQP Records、品番IQP-305）
4. Labyrinth Game (EP)（2021年9月18日、PARKS Records、IQP Records、品番IQP-306）
5. Twinkle Avenue (EP)（2023年1月6日、IQP Records、品番IQP-307）
6. Yorimichi (EP)（2023年10月27日、IQP Records、品番IQP-308）
7. anyone (EP)（2023年10月27日、IQP Records、品番IQP-309）
8. Take on the world (EP)（2024年11月6日、IQP Records、品番IQP-310）

配信
- Labyrinth Game（2021年6月17日）
- MUSiC HUNGRY（2022年10月2日） - FM FUJI「MUSiC HUNGRY」テーマ曲
- Twinkle Avenue (EP)（2022年11月23日）
- Don't be shy（2022年12月24日） - SUNSHINE SAKAE「声の観覧車スイートエメラルド」テーマ曲（CD盤：2021年12月1日、SUNSHINE SAKAE、『声の観覧車 スイートエメラルド』に収録）
- Sky Flyer（2023年6月18日）
- anyone（2023年10月23日）
- 愛してる（2023年10月23日）
- Yorimichi（2023年10月23日）
- Sunrise（2024年5月27日）
- Take on the world（2024年10月20日）

#### アルバム
- Across The Great Divide（CD盤：2020年6月17日、IQP Records、品番IQP-302、303）

#### 7インチアナログ
- Open My EYes（2018年11月3日、なりすレコード、品番NRSP-753）
- 気まぐれなCall（2019年4月13日、なりすレコード、品番NRSP-758）
- Across The Great Divide（2020年11月3日、なりすレコード、品番NRSP-1287）

## 出演

### ミュージックフェス出演
- HUIS TEN BOSCH 光の街のカウントダウン2022-2023（2022年12月31日、ハウステンボス）[17]
- YATSUI FESTIVAL!（やついフェス）（2023年6月17日・18日、8会場サーキット方式：Spotify O-EAST/duo music exchange/clubasia 他）[18]

### イベント出演
- 火伏地蔵祭（2018年8月26日、熊本県山都町）
- 蘇ジョレーヌーボーとあか牛祭り（2019年11月3日、JA阿蘇蘇陽野菜集荷場）
- 博多どんたく港まつり（2022年5月4日、新天町どんたく宴舞台）
- ほくそう秋まつり2022（2022年10月2日、イオンモール千葉ニュータウン提携駐車場）
- 新春CANAL FES（2023年1月3日、キャナルシティ博多）
- IDORISE!!FESTIVAL 2023（2023年3月11日・12日、LOFT9 shibuya） - 司会
- キャナルアイドルフェス（2023年5月3日、キャナルシティ博多）

### 舞台
- タタカッテシネ＆トキヲイキル合同公演『瀬戸内少女ラジオ局』福岡公演（2018年8月8日 - 12日、ぽんプラザホール）
- トキヲイキル第3回SP公演『〜オムニバス de トキイキごっこ〜』（2018年10月28日 - 16日、ぽんプラザホール） - W主演
- トキヲイキル第4回本公演『STEP STEP STEP』（2018年12月12日 - 16日、ぽんプラザホール）
- 朗読劇pure white party! Vol.1 〜福岡から全国へ〜（2019年7月19日 - 21日、天神ベストホール）
- 「劇団☆ディアステージ」×「トキヲイキル」コラボステージ『四月の霊』東京公演（2019年4月26日 - 29日、R'sアートコート）
- 「劇団☆ディアステージ」×「トキヲイキル」コラボステージ『四月の霊』福岡公演（2019年5月23日 - 26日、ほんプラザホール）
- トキヲイキル第5回本公演『ハコイリムスメのすゝめ』（2019年9月11日 - 15日、ぽんプラザホール）
- トキヲイキル第7回本公演『検温しましょ』福岡公演（2020年10月14日 - 18日、ぽんプラザホール）
- トキヲイキル第7回本公演『検温しましょ』東京公演（2021年1月20日 - 24日、上野ストアハウス）
- ウルトラマンション×トキヲイキルコラボ公演『うらがわの事件簿』福岡公演（2021年3月24日 - 29日、ぽんプラザホール）
- ウルトラマンション×トキヲイキルコラボ公演『うらがわの事件簿』東京公演（2021年5月19日 - 23日、コフレリオ新宿シアター）
- 藤原たまえプロデュースvol.7 『ほおずきの実る夜に』※公演延期により出演無し（2021年11月24日 - 28日、シアター711）
- トキヲイキルプロデュース公演『雨夜の星屑』福岡公演（2021年5月19日 - 23日、ぽんプラザホール）
- トリプルコアProduce『卒業後の温め方』（2021年12月22日 - 26日、コフレリオ新宿シアター） - W主演
- Entertainment Live Stage SEPT presents『DREAM TELLER～Fate to Re:A～』（2022年3月2日 - 6日、新宿村LIVE）※公演延期により出演無し
- 朗読劇『GIRLS Reading Aloud in Yokohama』1部・2部（2022年3月20日、横浜ランドマークホール）
- しゃーSHE♀彼女2（2022年6月17日 - 19日、福岡市美術館ミュージアムホール）
- トキヲイキル５周年記念公演『時ヲ生キル』（2022年11月9日 - 13日、レソラNTT夢天神ホール）

### ラジオ
- MUSiC HUNGRY（2022年10月 - 、FM FUJI）

### CM・広告・イメージモデル
LinQ時代
- Cocker’s Burger イメージガール（2011年12月 - 2012年11月、コッカーズ）
- 博多とよみつひめ 応援隊（2012年8月 - 2015年7月、JA全農ふくれん）[19]
- 賃貸ショップ「アルコ」イメージキャラクター & TVCM（2013年11月 - 、アルコ）
- ガリレオコーポレーション TVCM（2018年夏OA）
- カムラック 初代イメージキャラクター（2017年1月 - 11月、カムラックグループ）

### PR（単発）
LinQ時代
- 春日基地 一日基地司令「春日基地祭」（2015年10月23日・24日・2016年11月26日、航空自衛隊）
- 第七管区海上保安本部 一日海上保安部長「港へおいでよ！海の日ポートフェスタ2016」（2016年7月18日、海上保安庁）

### 書籍
- 季刊誌 ほくそう（2020年 - 、北総鉄道） - 不定期掲載